# Kościół Przemienienia Pańskiego i św. Stanisława Biskupa w Borowicy
Kościół Przemienienia Pańskiego i św. Stanisława Biskupa – kościół drewniany zbudowany w latach 1797-1799 w Borowicy.

## Historia
Świątynia została wzniesiona w latach 1797-1799, zaś jej fundatorem był hrabia Kazimierz Krasiński, ówczesny właściciel dóbr ziemskich w Żulinie i Borowicy. Początkowo świątynia pełniła rolę prywatnej kaplicy, dopiero w latach dwudziestolecia międzywojennego została oddana do użytku okolicznej ludności. W ciągu istnienia świątyni doszło do trzech prób jej zniszczenia – podczas I i II wojny światowej, a także w 1996 r., kiedy próbowano ją podpalić.

## Architektura
Konstrukcja powstała na bazie projektu Jakuba Kubickiego, nadwornego architekta króla Stanisława Augusta Poniatowskiego. Kościół zbudowano z drewna modrzewiowego, na planie ośmioboku, zaś rzut poziomy wnętrza przyjmuje kształt krzyża greckiego ze ściętymi ukośnie u nasady narożami wewnętrznymi. W narożach tych umieszczono osiem potężnych kolumn grupowanych parami, które dźwigają belkowanie zwieńczenia świątyni oraz dach.

## Wyposażenie
Na wyposażeniu świątyni znajduje się kilka ciekawych obiektów, wpisanych do rejestru zabytków:
- obraz Przemienienia Pańskiego z XVIII w., uchodzący wśród miejscowej ludności za cudowny;
- obraz św. Mikołaja Bp z XIX w. - święty został tu przedstawiony w zielonych szatach;
- obraz Ukrzyżowania Chrystusa z końca XVIII w.;
- kociołek na wodę z brązu, z XVIII w.;
- zabytkowa fisharmonia z początku XX w.